# Michał Kubiak
Michał Jarosław Kubiak (Wałcz, 23 febbraio 1988) è un pallavolista polacco, schiacciatore dello Shanghai.

## Palmarès

### Club
- Campionato turco: 1

2015-16
- Campionato giapponese: 2

2017-18, 2018-19
- Coppa di Turchia: 1

2014-15
- Coppa dell'Imperatore: 1

2017
- Torneo Kurowashiki: 1

2018
- Supercoppa turca: 2

2014, 2015

### Nazionale (competizioni minori)
- Memorial Hubert Wagner 2013
- Memorial Hubert Wagner 2015
- Memorial Hubert Wagner 2016
- Memorial Hubert Wagner 2017
- Memorial Hubert Wagner 2018
- Memorial Hubert Wagner 2021

### Premi individuali
- 2013 - Memorial Hubert Wagner: Miglior ricevitore
- 2014 - Coppa di Polonia: Miglior attaccante
- 2015 - World League: Miglior schiacciatore
- 2015 - Memorial Hubert Wagner: MVP
- 2016 - Voleybol 1. Ligi: MVP
- 2016 - Voleybol 1. Ligi: Miglior schiacciatore
- 2018 - Campionato mondiale: Miglior schiacciatore
- 2019 - V.League Division 1: MVP della finale
- 2019 - V.League Division 1: Sestetto ideale
- 2019 - Torneo Kurowashiki: Sestetto ideale
- 2020 - V.League Division 1: Sestetto ideale
- 2021 - Volleyball Nations League: Miglior schiacciatore